# Československá hokejová reprezentace v sezóně 1962/1963
Československá hokejová reprezentace v sezóně 1962/1963 sehrála celkem 16 zápasů.

## Přehled mezistátních zápasů
| Pořadí | Datum              | Soupeř  | Výsledek             | Soutěž                 | Místo utkání |
| ------ | ------------------ | ------- | -------------------- | ---------------------- | ------------ |
| 350.   | 27. listopadu 1962 | Švédsko | 6:2 (2:1, 1:1, 3:0)  | přátelsky              | Praha        |
| 351.   | 28. listopadu 1962 | Švédsko | 4:2 (0:0, 1:1, 3:1)  | přátelsky              | Praha        |
| 352.   | 21. prosince 1962  | SSSR    | 4:3 (1:0, 0:0, 3:3)  | přátelsky              | Praha        |
| 353.   | 23. prosince 1962  | SSSR    | 3:3 (2:0, 1:3, 0:0)  | přátelsky              | Praha        |
| 354.   | 5. února 1963      | USA     | 16:2 (5:1, 4:0, 7:1) | přátelsky              | Praha        |
| 355.   | 20. února 1963     | Kanada  | 3:2 (0:2, 1:0, 2:0)  | přátelsky              | Brno         |
| 356.   | 23. února 1963     | Kanada  | 3:1 (1:1, 0:0, 2:0)  | přátelsky              | Praha        |
| 357.   | 28. února 1963     | Finsko  | 4:3 (1:1, 1:1, 2:1)  | přátelsky              | Turku        |
| 358.   | 1. března 1963     | Finsko  | 6:4 (2:3, 2:1, 2:0)  | přátelsky              | Rauma        |
| 359.   | 7. března 1963     | SRN     | 10:1 (3:0, 4:1, 3:0) | Mistrovství světa 1963 | Stockholm    |
| 360.   | 9. března 1963     | USA     | 10:1 (5:0, 4:0, 1:1) | Mistrovství světa 1963 | Stockholm    |
| 361.   | 10. března 1963    | NDR     | 8:3 (1:3, 5:0, 2:0)  | Mistrovství světa 1963 | Stockholm    |
| 362.   | 12. března 1963    | Kanada  | 4:4 (2:1, 1:2, 1:1)  | Mistrovství světa 1963 | Stockholm    |
| 363.   | 14. března 1963    | SSSR    | 1:3 (1:1, 0:1, 0:1)  | Mistrovství světa 1963 | Stockholm    |
| 364.   | 15. března 1963    | Finsko  | 5:2 (2:0, 2:1, 1:1)  | Mistrovství světa 1963 | Stockholm    |
| 365.   | 17. března 1963    | Švédsko | 3:2 (0:1, 3:0, 0:1)  | Mistrovství světa 1963 | Stockholm    |

## Bilance sezóny 1962/63
| Soupeř  | Zápasy | Výhry | Remízy | Prohry | Skóre |
| ------- | ------ | ----- | ------ | ------ | ----- |
| Finsko  | 3      | 3     | 0      | 0      | 15:9  |
| Kanada  | 3      | 2     | 1      | 0      | 10:7  |
| NDR     | 1      | 1     | 0      | 0      | 8:3   |
| SRN     | 1      | 1     | 0      | 0      | 10:1  |
| SSSR    | 3      | 1     | 1      | 1      | 8:9   |
| Švédsko | 3      | 3     | 0      | 0      | 13:6  |
| USA     | 2      | 2     | 0      | 0      | 26:3  |
| Celkem  | 16     | 13    | 2      | 1      | 90:38 |

## Další zápasy reprezentace
| Datum             | Soupeř            | Výsledek            | Soutěž    | Místo utkání |
| 17. prosince 1962 | Saskatoon Quakers | 9:4 (4:2, 4:1, 1:1) | přátelsky | Praha        |
| 19. prosince 1962 | Saskatoon Quakers | 4:1 (1:0, 0:0, 3:1) | přátelsky | Ostrava      |

## Přátelské mezistátní zápasy
Československo –  Švédsko 6:2 (2:1, 1:1, 3:0)
27. listopadu 1962 – Praha

Branky a nahrávky Československa: 1:0 15. Jozef Golonka (Ján Starší), 20. vlastní Eilert Määttä, 25. Ján Starší (Jozef Golonka), 40:20. Jaroslav Jiřík (Jan Kasper), 45. Stanislav Sventek, 46. Vlastimil Bubník.

Branky a nahrávky Švédska: 1:1 15. Uno Öhrlund (Eilert Määttä), 25. Ulf Sterner (Per-Olof Härdin).

Rozhodčí: Andrej Starovojtov (URS), Gennaro Olivieri (SUI)

Vyloučení: 4:5 (1:1) z toho Ronald Pettersson na 5 min.
ČSSR: Vladimír Dzurilla – Rudolf Potsch, Jan Kasper, František Tikal, Stanislav Sventek – Vlastimil Bubník, Zdeněk Kepák, Miroslav Vlach – Ján Starší, Jozef Golonka, Jaroslav Jiřík – Jiří Dolana, František Vaněk, Josef Černý.
Švédsko: Lennart Häggroth – Roland Stoltz, Bert-Olav Nordlander, Gert Blomé, Bertil Karlsson – Ronald Pettersson, Nisse Nilsson, Lars-Eric Lundvall – Per-Olof Härdin, Anders Andersson, Ulf Sterner – Eilert Määttä, Tigern Johansson, Uno Öhrlund.
 Československo –  Švédsko 4:2 (0:0, 1:1, 3:1)
28. listopadu 1962 – Praha

Branky a nahrávky Československa: 27. Jozef Golonka (Ján Starší), 47. Jiří Pokorný (Josef Černý), 49. Miroslav Vlach (Vlastimil Bubník), 54. Jozef Golonka.

Branky a nahrávky Švédska: 31. Eilert Määttä (Uno Öhrlund), 43. Ulf Sterner (Bert-Olav Nordlander).

Rozhodčí:  Andrej Starovojtov (URS), Gennaro Olivieri (SUI)

Vyloučení: 2:1 (0:0, 0:1)
ČSSR: Josef Mikoláš – Rudolf Potsch, Jan Kasper, František Tikal, František Gregor – Ján Starší, Jozef Golonka, Jaroslav Jiřík – Vlastimil Bubník, Zdeněk Kepák, Miroslav Vlach – Jiří Pokorný, František Vaněk, Josef Černý (Jiří Hříbal).
Švédsko: Kjell Svensson – Nils Johansson, Bertil Karlsson, Roland Stoltz, Bert-Olav Nordlander – Ronald Pettersson, Nisse Nilsson, Lars-Eric Lundvall – Per-Olof Härdin, Anders Andersson, Ulf Sterner – Eilert Määttä, Tigern Johansson, Uno Öhrlund.
 Československo –  SSSR 4:3 (1:0, 0:0, 3:3)
21. prosince 1962 – Praha

Branky a nahrávky Československa: 14. Luděk Bukač (Miroslav Vlach), 44. Miroslav Vlach (Stanislav Prýl), 3:2 55. Stanislav Prýl, 59:59 Jiří Dolana.

Branky a nahrávky SSSR: 52. Anatolij Firsov (Viktor Jakušev),  2:2 55. Anatolij Firsov, 57. Eduard Ivanov.

Rozhodčí: Ericsson (SWE), Garpendahl (SWE)

Vyloučení: 1:5 (1:0)
ČSSR: Josef Mikoláš – Rudolf Potsch, Jan Kasper (Stanislav Sventek), František Gregor, František Tikal – Stanislav Prýl, Luděk Bukač, Miroslav Vlach – Jiří Dolana, František Vaněk, Josef Černý – Ján Starší, Zdeněk Kepák, Josef Bárta - Jiří Hříbal.
SSSR: Viktor Konovalenko – Vitalij Davydov, Viktor Kuzkin, Vladimir Brežněv (Alexandr Ragulin), Eduard Ivanov – Viktor Jakušev, Alexandr Almetov, Anatolij Firsov – Jevgenij Majorov, Vjačeslav Staršinov, Boris Majorov – Stanislav Petuchov, Vladimir Jurzinov, Jurij Volkov.
 Československo –  SSSR 3:3 (2:0, 1:3, 0:0)
23. prosince 1962 – Praha

Branky Československa: 20. František Vaněk (František Tikal), 19:57 Jaroslav Jiřík, 38. Jiří Dolana (Rudolf Potsch).

Branky SSSR: 25. Jevgenij Majorov (Boris Majorov), 2:2 38. Jevgenij Majorov (Boris Majorov), 39. Alexandr Almetov (Viktor Jakušev).

Rozhodčí: Ericsson (SWE), Garpendahl (SWE)

Vyloučení: 3:5 (1:0)
ČSSR: Josef Mikoláš – František Gregor, František Tikal, Rudolf Potsch, Stanislav Sventek – Jiří Dolana, František Vaněk, Josef Černý – Jiří Pokorný, (Zdeněk Kepák), Ján Starší, Jaroslav Jiřík – Stanislav Prýl, Luděk Bukač, Miroslav Vlach
SSSR: Viktor Konovalenko – Vitalij Davydov (Alexandr Ragulin), Viktor Kuzkin, Vladimir Brežněv, Eduard Ivanov – Viktor Jakušev, Alexandr Almetov, Anatolij Firsov - Jevgenij Majorov, Vjačeslav Staršinov, Boris Majorov – Stanislav Petuchov, Vladimir Jurzinov, Jurij Volkov.
 Československo -  USA 16:2 (5:1, 4:0, 7:1)
5. února 1963 - Praha

Branky Československa: 3. Josef Černý, 8. Jaroslav Jiřík, 9. Jaroslav Jiřík, 12. Jaroslav Jiřík, 19. Karel Skopal, 35. Stanislav Prýl, 36. Josef Černý, 39. Stanislav Prýl, 40. František Tikal, 43. Luděk Bukač, 47. Jaroslav Walter, 49. Jiří Dolana, 50. Zdeněk Kepák), 52. František Vaněk, 53. Jaroslav Walter, 56. František Gregor.

Branky USA: 13. Robert Quinn, 58. Donald Norqual.

Rozhodčí: Karl Müller (SUI), Giesler (SUI)

Vyloučení: 1:3 (2:0)
ČSSR: Josef Mikoláš - František Gregor, František Tikal, Rudolf Potsch, Jan Kasper - Stanislav Prýl, Luděk Bukač, Karel Skopal - Jiří Dolana, František Vaněk, Josef Černý - Ján Starší, Jaroslav Walter, Jaroslav Jiřík (Zdeněk Kepák)
USA: Charles Driscoll (41. Ronald Chrisholm) - Frank Silka, Warshall, Russell McCurdy, Glen Marlien, Thomas Morse - Bill Daley, Marshall Tschida, Tom Mustonen - Donald Norqual, David Rovick, Gerald Westby - Robert Quinn, Charles McCarthy, Ron Faniglietti.
 Československo -  Kanada 3:2 (0:2, 1:0, 2:0)
20. února 1963 - Brno

Branky a nahrávky Československa: 25. Jaroslav Jiřík (Jaroslav Walter), 41. Jan Kasper, 55. Stanislav Prýl (Luděk Bukač).

Branky a nahrávky Kanady: 4. Gerry Penner, 18. Howie Hornby.

Rozhodčí: Andrej Starovojtov (URS), Borje Idenstedt (SWE)

Vyloučení: 9:10 (1:0)
ČSSR: Vladimír Dzurilla - Rudolf Potsch, Jan Kasper, František Tikal, Stanislav Sventek - Vlastimil Bubník, Luděk Bukač, Miroslav Vlach (21. Ján Starší) - Jiří Dolana, František Vaněk, Josef Černý - Stanislav Prýl, Jaroslav Walter, Jaroslav Jiřík
Kanada: Seth Martin - Fred Fletcher, Ted Maki, Harry Smith, George Ferguson (Ed Pollesel) - Walter Peacosh, Dave Rusnell, Adolphe Tambellini - Gerry Penner, Harold Jones, John McIntyre - Norm Lenardon, Howie Hornby, Russ Kowalchuk.
 Československo -  Kanada 3:1 (1:1, 0:0, 2:0)
23. února 1963 - Praha

Branky a nahrávky Československa: 3. Jaroslav Jiřík, 42. Ján Starší (Josef Černý, František Vaněk), 45. Vlastimil Bubník.

Branky a nahrávky Kanady: 8. Harold Jones.

Rozhodčí: Andrej Starovojtov (URS), Borje Idenstedt (SWE)

Vyloučení: 3:5 (0:0)
ČSSR: Vladimír Dzurilla - František Gregor, František Tikal, Rudolf Potsch, Jan Kasper, Stanislav Sventek - Vlastimil Bubník, Luděk Bukač, Stanislav Prýl - Ján Starší, František Vaněk, Josef Černý - Jiří Dolana, Jaroslav Walter, Jaroslav Jiřík
Kanada: Seth Martin - Fred Fletcher, Ted Maki, Harry Smith, Ed Pollesel - George Ferguson, Dave Rusnell, Howie Hornby - Russ Kowalchuk., Walter Peacosh, Norm Lenardon- Gerry Penner, Harold Jones, John McIntyre.	
 Československo -  Finsko 4:3 	(1:1, 1:1, 2:1)
28. února 1963 - Turku

Branky Československa: 13. Jiří Dolana, 29. Jaroslav Jiřík, 47. Josef Černý, 60. Jaroslav Jiřík

Branky Finska: 3. Heino Pulli, 38. Heino Pulli, 41. Mauno Nurmi.
ČSSR: Vladimír Dzurilla - Rudolf Potsch, Jan Kasper, František Tikal, František Gregor, Stanislav Sventek - Vlastimil Bubník, Luděk Bukač, Stanislav Prýl - Ján Starší, František Vaněk, Josef Černý - Jiří Dolana, Jaroslav Walter, Jaroslav Jiřík.
 Československo -  Finsko 6:4 (2:3, 2:1, 2:0)
1. března 1963 - Rauma

Branky Československa: 2x Jaroslav Walter, Rudolf Potsch, František Vaněk, Jiří Dolana, František Tikal.

Branky Finska: 2x Heino Pulli, Mauno Nurmi, Pentti Rautalin.

Rozhodčí: Unto Viitala, Penti Isotalo (FIN)
ČSSR: Josef Mikoláš - Rudolf Potsch, Jan Kasper, František Tikal, František Gregor - Vlastimil Bubník, Luděk Bukač, Stanislav Prýl - Ján Starší, František Vaněk, Josef Černý - Jiří Dolana, Jaroslav Walter, Jaroslav Jiřík.

## Další zápasy reprezentace
Československo -  Saskatoon Qackers 9:4 (4:2, 4:1, 1:1)
17. prosince 1962 - Praha

Branky Československa: 1:2 16. František Gregor, 2:2 16. Jaroslav Jiřík, 3:2 17. Miroslav Vlach, 4:2 20. František Gregor, 5:2 25. Jaroslav Jiřík, 6:2 28. Josef Černý, 7:2 32. Jiří Dolana, 8:3 40. Miroslav Vlach, 9:4 43. František Vaněk.

Branky Saskatoon Qackers: 0:1 11. Jack McLeod, 0:2 15. Charlie Goodwin, 7:3 34. George Senick, 8:4 43. Jack McLeod.

Rozhodčí: Ericsson (SWE), Garpendhal (SWE)

Vyloučení: 1:6 (3:0) naví František Tikal na 5 minut.
ČSSR: Vladimír Dzurilla (Josef Mikoláš) - Rudolf Potsch, Stanislav Sventek, František Gregor, František Tikal - Jiří Pokorný, Luděk Bukač, Miroslav Vlach - Jiří Dolana, František Vaněk, Josef Černý - Ján Starší, Zdeněk Kepák, Jaroslav Jiřík.
Saskatoon Qackers: Don Campbell - Sid Puddicombe, Byron McCrimmon, George Hunchuk, Vic Lynn - George Senick, Maurice Oftebro, Jack McLeod - Bill Lindsay, Charlie Goodwin, Jerry Esch - Frank Kuzma, Herb Jeffrey, Don Smith.

 Československo -  Saskatoon Qackers 4:1 (1:0, 0:0, 3:1)
19. prosince 1962 - Ostrava

Branky Československa: 8. Jiří Hříbal, 48. Jaroslav Jiřík, 51. Josef Černý, 53. Jaroslav Jiřík.

Branky Saskatoon Qackers: 57. H. Smith.

Rozhodčí: Ericsson (SWE), Garpendhal (SWE)

Vyloučení: 11:18 (0:0) navíc trenér McLynn na 10 minut.
ČSSR: Josef Mikoláš - Rudolf Potsch, Jan Kasper, František Gregor, František Tikal - Jiří Pokorný, Luděk Bukač, Miroslav Vlach - Jiří Dolana, František Vaněk, Josef Černý - Ján Starší, Zdeněk Kepák, Jiří Hříbal.
Saskatoon Qackers: Don Campbell - Fletcher, George Hunchuk, H. Smith, Byron McCrimmon - George Senick, Maurice Oftebro, Jack McLeod - Jerry Esch, Bill Lindsay, Charlie Goodwin - Herb Jeffrey, Don Smith, Frank Kuzma.